# Шкуро, Юрий Владимирович
Юрий Владимирович Шкуро (укр. Юрій Володимирович Шкуро; род. 20 июня 1982) — украинский шахматист, гроссмейстер (2009), тренер.
Представитель комиссии Федерации шахмат Украины (ФШУ) по связям с государственными и общественными организациями.
В 2006 году Шкуро разделил 3-8 места в полуфинале чемпионата Украины.
В 2020 году ФИДЕ начало расследовании в отношении достижений Шкуро и мастера ФИДЕ Игоря Кобылянского, в соответствии с которой все рейтинговые турниры в быстрые шахматы и блиц, которые были сыграны после ноября 2014 года, признаются недействительными. Шкуро достигнул мировой десятки рейтинга по блицу, играя исключительно на территории Херсонской области в турнирах, которых сам же и организовывал.
Шкуро женат, есть сын Михаил (род. 2010).